# 파스칼 베이가

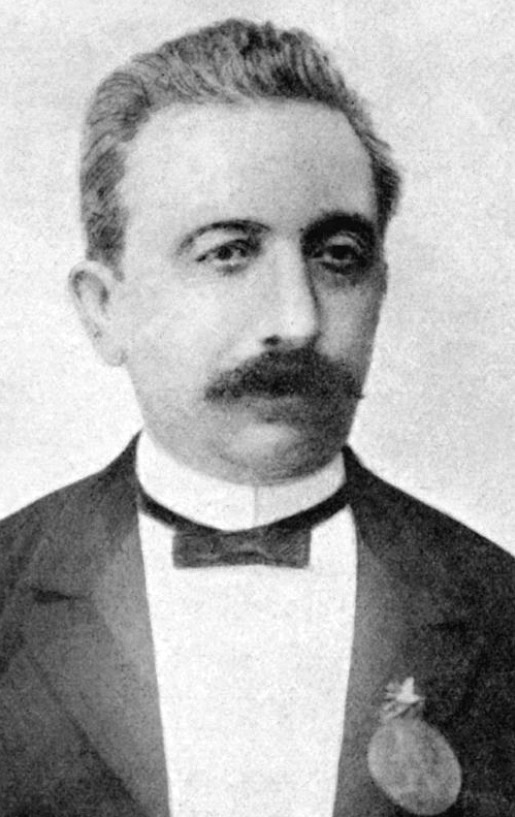
파스칼 베이가의 묘

파스칼 베이가(스페인어: Pascual Veiga, 갈리시아어: Pasqual Veiga, 1842년 4월 9일 ~ 1906년 7월 12일)는 스페인의 음악가이다.
갈리시아 지방에서 주로 활동하였고, 그에 관련된 수많은 음악들을 작곡하였다. 그 예로, 갈리시아의 국가인 소나무가 대표적이다.